# Pervin Buldan
Pervin Buldan   (Hakkâri, 6 de novembre de 1967) és una política turca d'origen kurd. Va ser membre del Partit de la Societat Democràtica (DTP). És presidenta de Yakay-Der i copresidenta del 26è Parlament de Turquia. L’11 de febrer de 2018 va ser elegida codirectora del Partit Democràtic dels Pobles (HDP) al tercer congrés ordinari del partit.

## Joventut
Buldan va néixer a la província de Hakkâri el 1967, on va créixer i va anar a l'escola. Es va graduar de l'escola secundària i va començar a treballar com a oficial al departament d'administració del govern local. Als 19 anys es va casar amb el seu cosí Savaş Buldan. La parella es va traslladar a Istanbul el 1990, on Pervin Buldan va ser mestressa de casa a temps complet. Un any després va néixer el seu primer fill, Necirvan. Allà, Savaş Buldan es va convertir en un home de negocis i va ser un suposat traficant de drogues i va financar el Partit dels Treballadors del Kurdistan (PKK), il·legalitzat a Turquia, segons l'Organització Nacional d'Intel·ligència del govern turc.
El 1993, la seva vida va canviar quan el primer ministre Tansu Çiller va pronunciar un discurs declarant que el govern tenia una llista d’homes de negocis que donaven suport al PKK a qui responsabilitzarien. Després d'aquest discurs, Savas va rebre una sèrie de trucades telefòniques amenaçadores i va començar un període d'assassinats per persones anònimes contra homes de negocis, inclòs Savaş Buldan. El 3 de juny de 1994, el marit de Pervin, Savaş, i els seus dos amics, Adnan Yıldırım i Hacı Karay, van ser segrestats després de deixar l'Hotel Çınar a Yesilköy. L'endemà, els seus cossos van ser trobats a Bolu, a la vora del riu Melen. Tenia cicatrius de greus tortures i els havien disparat al cap. Pervin Buldan va donar a llum a la seva filla, Zelal, el mateix dia 4 de juny.

## Drets humans
El 2001, Buldan va fundar Yakay-Der, l'Associació de Solidaritat i Assistència per a les Famílies de Persones Desaparegudes, per ajudar les famílies de persones desaparegudes a Turquia, de la qual ara n'és presidenta. Abans d'això va treballar per Mag-Der, una associació amb objectius similars que va ser clausurada per les autoritats turques a causa de presumptes irregularitats respecte a la llei d'associacions turca.
Yakay-Der va sorgir de l'experiència de les "Mares del dissabte", que van utilitzar la desobediència civil per fer publicitat i cridar l'atenció sobre els casos de desaparicions sota custòdia policial. Aquests casos van ser coneguts pel públic a Turquia i pel món en general. Buldan ha descrit com cada setmana farien manifestacions assegudes al Palau de Galatasaray per "exigir el retorn a casa de les persones desaparegudes" a l'Estat i per parlar de la realitat d'elles.

## Carrera política
El juliol de 2007, Buldan es va presentar com a candidat independent dins l'aliança Miler d'Esperances a les eleccions parlamentàries turques i va entrar al Parlament turc com a diputada d'Iğdır. Va ser reelegida per a un segon mandat a les eleccions legislatives del 12 de juny de 2011. El 2008 es va obrir una investigació contra ella per un discurs que va pronunciar durant les celebracions de Newroz a Iğdır. L'abril de 2010 va dirigir un grup de diputats que van exigir una investigació sobre la central nuclear armènia a Metsamor, prop de la frontera turca. El 2013 va fer diverses visites a Abdullah Öcalan a l'illa d’Imrali com a vicepresidenta del Partit de la Pau i la Democràcia (BDP) com a part del procés de pau entre el PKK i l’Estat turc. L'11 de febrer de 2018 va ser elegida copresidenta del Partit Democràtic dels Pobles (HDP) juntament amb Sezai Temelli. A les eleccions legislatives del 24 de juny de 2018 va ser elegida diputada d'Istanbul per l'HDP.